# Biển Java
Biển Java (tiếng Indonesia: Laut Jawa) là một vùng nước, bao phủ diện tích khoảng 310.000 km² (120.000 dặm vuông). Nó là một biển nông, nằm trên thềm lục địa Sunda. Nó được hình thành khi mực nước biển dâng lên vào cuối thời kỳ băng hà gần đây. Biển Java nằm giữa các đảo lớn thuộc Indonesia như Borneo ở phía bắc, Java ở phía nam; Sumatra ở phía tây và Sulawesi ở phía đông. Các eo biển ở phía tây bắc của nó như Karimata, Bangka và Gaspar nối nó với vịnh Thái Lan và Biển Đông. Eo biển Sunda ở phía tây nam nối biển Java với Ấn Độ Dương. Phía đông của biển này là biển Flores. Phía đông bắc nó thông với biển Celebes bằng eo biển Makassar.
Đánh bắt cá là một hoạt động kinh tế quan trọng trong khu vực biển Java. Trong khu vực này có trên 3.000 loài sinh vật biển. Một loạt các vườn quốc gia tồn tại trong khu vực này, chẳng hạn như Karimunjawa. Quần đảo Kepulauan Seribu nằm về phía bắc của Jakarta đại lục. Khu vực xung quanh biển Java là các điểm đến phổ biến của du khách.
Trận chiến biển Java trong giai đoạn từ tháng Hai tới tháng 3 năm 1942, là một trong những trận hải chiến hao tiền tốn của nhất trong Đại chiến thế giới lần thứ 2. Lực lượng hải quân Hà Lan, Anh, Australia và Hoa Kỳ tại đây đã gần như bị tiêu diệt hoàn toàn trong khi cố gắng phòng thủ đảo Java trước các cuộc tấn công của Nhật Bản.
Ngày 28 tháng 12 năm 2014, chuyến bay 8501 của Indonesia AirAsia, một chiếc Airbus A320-216 đã rơi xuống biển Java khi đang trên đường đến Singapore từ Surabaya, Indonesia. Tất cả 162 hành khách và phi hành đoàn đã thiệt mạng.
Ngày 29 tháng 10 năm 2018, chuyến bay 610 của Lion Air, một chiếc Boeing 737 MAX 8 đã rơi xuống biển Java ngay sau khi cất cánh từ sân bay quốc tế Soekarno-Hatta ở Jakarta hướng tới sân bay Depati Amir ở Pangkal Pinang. Tất cả 189 hành khách và phi hành đoàn đã thiệt mạng. Đây là vụ tai nạn tồi tệ nhất liên quan đến Boeing 737 và cũng là tai nạn đầu tiên liên quan đến dòng máy bay Boeing 737 MAX.